# Chavagnac (Cantal)
Chavagnac è un comune francese di 106 abitanti situato nel dipartimento del Cantal nella regione dell'Alvernia-Rodano-Alpi.

## Società

### Evoluzione demografica
Abitanti censiti